# Forêt nationale de l'Amapá
La forêt nationale de l'Amapá (portugais : Floresta Nacional do Amapá) est une forêt nationale brésilienne. Elle se situe dans la région Nord, dans l'État de l'Amapá.
Le parc fut créé en 1989 et couvre une superficie de 460 352,61 hectares.
Il s'étend sur le territoire des municipalités de Pracuúba (52.85%), Ferreira Gomes (44.07%) et Amapá (3.08%).
La Forêt Nationale d'Amapá (Flona do Amapá) est située dans l'état d'Amapá au nord du Brésil et appartient au biome de la forêt amazonienne. C’est une unité de conservation (UC) d’utilisation durable et a une zone de 459 867, 17 ha, étant la 5ème plus grande unité de conservation d'Amapá. La Forêt Nationale d'Amapá est insérée dans les villes de Ferreira Gomes, Pracuúba et Amapá; Pracuúba c’est la ville qui couvre la plus grande superficie de Flona do Amapá (50,30%), suivie de Ferreira Gomes (43,49%) et d'Amapá (6,21%). La zone de la FLONA est bordée par cinq autres villes : au sud, la Flona fait la limite avec les villes de Porto Grande, Serra do Navio et une petite partie de Pedra Branca do Amapari; au nord-ouest, l'UC est limitrophe de la municipalité de Calçoene et à l'est, elle borde la ville de Tartarugalzinho.
Il est souligné que les sièges de ces ville sont situés loin de l'UC, et que cet isolement de la FLONA, déterminé par l'accès difficile, l'éloignement des centres urbains et la faible densité de population, contribuent pour assurer le maintien d'écosystèmes avec un degré élevé de conservation et diversité. D'autre part, pour être une UC à usage durable, l'accès aux zones productives et les flux de production peuvent être considérés comme un obstacle au développement local de la région.

## Historique
En 1974, il y a eu une enquête détaillée sur les ressources naturelles de l'Amazonie a été menée par l'équipe du projet RADAM (MME, 1974), où elle a recommandé la conservation de la zone de la forêt nationale, sur la base d'études floristiques et d'inventaires forestiers réalisés. Encore dans les années 70, une étude faunistique sur les espèces endémiques de la région amazonienne développée par des chercheurs de l'Instituto Estadual de Pesquisa Científica e Tecnológica d'Amapá (IEPA), a réitéré les résultats des recherches menées pour justifier la création d'une unité de conservation dans la région où aujourd'hui la FLONA se trouve. Dans les années 80, un diagnostic de l'aptitude agricole des terres d'Amapá, réalisé par le Ministère de l'Agriculture, a mis en évidence le fort potentiel forestier de la zone, réaffirmant la vocation forestière de cette région.
En 1989, avec la création de l’IBAMA, et un an après que le territoire est devenu l'État d'Amapá, la Forêt Nationale d'Amapá est légalement instituée par le décret № 97.630, 10 avril 1989, afin de consolider la vision de l'avenir de l'État en tant qu'exposant de la conservation, l'UC a commencé à être désignée Forêt Nationale d'Amapá.
En janvier 2014, a été publié au Journal officiel le plan de gestion de la Forêt nationale d'Amapá. Ce document est un des instruments plus important pour la gestion des unités de conservation et, dans le cas de la FLONA d’Amapá, il offre la possibilité de faire des concessions forestières, l'utilisation des ressources forestières non ligneuses et l'Écotourisme.
L'UC fait partie de la mosaïque de l'Amazonie Orientale (officiellement appelée Mosaïque de l'ouest du Pará et du nord du Pará), promulguée par l'ordonnance du Ministère de l'Environnement n ° 04, du 3 janvier 2013.

## Caractérisation de la zone
La FLONA d’Amapá a un périmètre de 423,64 km et est bordée par cinq autres villes : au sud, borde les villes de Porto Grande, Serra do Navio et une petite partie de la ville Pedra Branca do Amapari; au nord-ouest, l'UC est limitrophe de la ville de Calçoene et, à l'est, elle borde la ville de Tartarugalzinho. Dans la région de la FLONA, il y a deux UC’s qui composent une grande partie de son environnement : le Parc national (PARNA) des Montagnes Tumuc Humac (situé dans la partie nord-ouest de Flona) et la Forêt d’état d'Amapá (Flota). Les unités de conservations et les projets de peuplement d’INCRA constituent les alentours.
L'accès principal se fait par le fleuve Araguari, en quittant la ville de Porto Grande, sur cinquante kilomètres de navigation. Le point d'arrivée est à la confluence de l'Araguari et de la rivière Falsino, où se trouve la base de gestion de la FLONA.  Il est encore possible d'atteindre les limites de la FLONA, par un petit chemin de terre de trois kilomètres, qui relie la ville de Serra do Navio aux rives de l'Araguari. Cependant, ses conditions sont très précaires.

## Climat
La région de la Forêt Nationale d'Amapá a un climat de type Af 5, selon la classification de Köppen. C'est sous le domaine du climat tropical chaud-humide, avec des pluies en toutes saisons de l'année. Il a une saison sèche courte, avec un indice de précipitations au cours du mois le plus sec (octobre) égal ou supérieur à 60 mm. L'ensemble de l'État d'Amapá est dominé par un régime de températures élevées et la température moyenne est d'environ 25º-26ºC, avec la moyenne du maximum et du minimum à Serra do Navio, la ville plus proche de la Flona qui présente les données disponibles, étant de 32 ° et 22 ° C, respectivement.

## Relief
Presque toute la Forêt Nationale d'Amapá a basse altitude, entre 50 et 160 m. Cependant, des zones d'altitude plus élevée sont enregistrées au nord-ouest et à l'est de l'UC, entre 160 et 200 m. Il y a aussi des occurrences d'altitudes plus élevées dans la partie sud de la FLONA avec des pics jusqu'à 460 m.

## Végétation
La forêt nationale d'Amapá a un paysage caractérisé par une forêt ombrophile (aussi appelée forêts tropicales pluvieux) dense de terre ferme et présente six types de formations végétales : forêt ombrophile ouverte, forêt ombrophile ouverte submontagnard, forêt ombrophile dense alluviale, forêt ombrophile dense submontagnard à canopée émergente, forêt ombrophile dense submontagnard avec canopée uniforme et forêt ombrophile dense des basses terres avec canopée émergente. 446 espèces de plantes appartenant à 75 familles ont été identifiées. Il existe plusieurs espèces d'intérêt telles que la liane à usage commercial, les plantes à usage médicinal et à usage du bois.

## Faune
Selon les expéditions et études menées à FLONA, l'existence de 361 espèces d'oiseaux, 23 espèces de crustacés, 135 espèces de poissons, 83 espèces d'amphibiens, 72 espèces de reptiles, 62 espèces de mammifères non volants et 69 espèces de chauves-souris.  Des études approfondies sur les espèces de la région sont encore nécessaires, car il existe encore un grand manque de connaissances en ce qui concerne la faune locale.

## Tourisme
La visite de la Flona d’Amapá se fait principalement par l'accès du fleuve Araguari à Porto Grande. Les principales attractions sont ses rivières, ses rapides et ses forêts conservées, en plus de la population vivant dans cette région et de sa culture.  La population riveraine locale est organisée dans le modèle du tourisme de base communautaire, accueillant les touristes pour connaître les rivières, les sentiers, les maisons des résidents et leurs lieux d'activités traditionnelles. Toute visite se fait nécessairement par transport fluvial, puisque la Flona est entourée de rivières. De plus, comme elle se trouve sur l'autre rive du fleuve, la Forêt d’État d'Amapá (FLOTA) est également visitée. 
La Flona do Amapá est également l'une des rares unités fédérales de conservation qui autorise la pêche sportive, mais uniquement sur le fleuve Araguari. 